# دوميسيلي نهلينغيثوا
دوميسيلي كلاريس نهلينغيثوا (بالإنجليزية: Dumisile Clarice Nhlengethwa) هي سياسية من جنوب أفريقيا وعضوة في حزب المؤتمر الوطني الأفريقي. شغلت منصب عضوة في الجمعية الوطنية لجنوب أفريقيا بين عامي 2009 و2014، كما شغلت لاحقًا منصب عضوة في المجلس التشريعي لمقاطعة مبومالانغا. تولّت منصب العضو التنفيذي للمجلس (MEC) المكلفة بالأشغال العامة والطرق والنقل في حكومة مبومالانغا بين عامي 2014 و2016.

## الحياة السياسية
انتُخبت نهلينغيثوا لأول مرة لعضوية الجمعية الوطنية خلال الانتخابات العامة لعام 2009، حيث ورد اسمها في القائمة الوطنية لحزب المؤتمر الوطني الأفريقي. وخلال فترة وجودها في البرلمان، ترأست لجنة شؤون المرأة والطفل والأشخاص ذوي الإعاقة.
في أعقاب الانتخابات العامة لعام 2014، غادرت نهلينغيثوا البرلمان الوطني لتصبح عضوة في المجلس التشريعي لمقاطعة مبومالانغا. وفي 30 مايو 2014، أعلن رئيس وزراء المقاطعة، ديفيد مابوزا، عن تعيينها عضوة تنفيذية مسؤولة عن الأشغال العامة والطرق والنقل. لكنها أُعفيت من منصبها في تعديل وزاري أجري في أغسطس 2016.